# Software proprietario
Il software proprietario (o anche privato, non libero o closed source; dall'inglese proprietary software) è un software la cui licenza consente al beneficiario il suo utilizzo sotto particolari condizioni e ne impedisce altre come, ad esempio, lo studio, la modifica, la condivisione, la redistribuzione o l'ingegneria inversa.
Le restrizioni sono imposte dal titolare dei diritti di sfruttamento economico, cioè l'autore o – in caso di cessione dei diritti patrimoniali – il cessionario dei diritti in questione, tramite mezzi primariamente giuridici, come limitazioni nel contratto di licenza al regime di circolazione dei sorgenti o brevetti, nei paesi nei quali sono consentiti. L'autore non concede (salvo casi particolari) la proprietà del programma all'acquirente: oggetto della vendita è il solo diritto di usare il programma, secondo modalità ben definite (ad esempio su una specifica stazione di lavoro).
Le modalità di limitazione sono spesso anche di natura tecnica, quando, ad esempio il software è pubblicato soltanto in codice binario tenendone segreto il codice sorgente. Questa semplice pratica rende infatti lo studio e la modifica tecnicamente infattibile: utilizzando disassemblatori sono necessarie elevate capacità informatiche e notevoli sforzi per ottenere informazioni o effettuare modifiche anche solo di minima entità.

## Terminologia
Il termine "proprietario" è un barbarismo ormai comunemente utilizzato per tradurre con un calco semantico la voce inglese "proprietary software", che significa "software di proprietà esclusiva". Il software infatti non è il "proprietario", ma piuttosto l'oggetto che è esclusivamente posseduto.
Il termine inglese viene utilizzato dalla Free Software Foundation (FSF) per descrivere il software che non è libero o che lo è parzialmente, anche se tecnicamente il termine si riferisce a qualunque software che sia controllato da un proprietario, e quindi esso potrebbe essere applicato ad ogni software che non sia di pubblico dominio. La FSF, però, usa il termine per evidenziare il contrasto presente, secondo i sostenitori del software libero, tra le finalità delle due tipologie di software: il software proprietario è sviluppato per il proprietario, il software libero è sviluppato per la libertà degli utenti.
La Open Source Initiative (OSI) preferisce invece usare l'espressione "software a sorgente chiuso", tradotto da "closed source software", per contrasto a open source.
In tal modo il termine mette l'accento sulla sola questione di accessibilità del codice sorgente, che per la OSI è primaria.
C'è da ricordare che “Commerciale” e “proprietario” non sono la stessa cosa. Il software commerciale è software sviluppato da un'azienda allo scopo di effettuare guadagni. La maggior parte del software commerciale è proprietario, ma c'è software libero commerciale, e c'è software non commerciale non libero.

## Caratteristiche

### Codice sorgente
Il codice sorgente di un software proprietario solitamente non viene diffuso e viene ritenuto un segreto commerciale. Questo tipo di prodotto è tipicamente distribuito nella forma di binari eseguibili e librerie compilate.
Alcuni software proprietari, invece, vengono distribuiti con il codice sorgente o danno la possibilità di osservarlo secondo determinate condizioni. In questi casi gli utenti sono liberi di usare ed anche studiare e modificare il software, ma sono vincolati da licenze o accordi di non divulgazione (NDA: Non-Disclosure Agreement) per la ridistribuzione delle modifiche o anche per la semplice condivisione del software.
Alcuni esempi sono le versioni proprietarie di SSH, PINE e l'iniziativa "shared source" della Microsoft, che consente a pagamento (ma gratuitamente per le pubbliche amministrazioni) di avere accesso ai sorgenti.

### Altre definizioni
Il software proprietario disponibile gratuitamente viene chiamato "freeware". Il termine "freeware" è comunemente utilizzato per i pacchetti software che possono essere ridistribuiti ma non modificati (ed il loro codice sorgente non è disponibile).
Il software "shareware" dà la possibilità di ridistribuire copie, ma impone a chiunque continui ad usarne una copia di pagarne la licenza d'uso. Per la maggior parte del software shareware, il codice non è disponibile. Non è distribuito con il permesso di farne una copia ed installarlo senza pagare una licenza d'uso, neanche per chi lo utilizzi per un'attività senza fini di lucro.
Il software proprietario con un copyright che non viene più esercitato e che viene usato illegalmente dagli utenti viene chiamato "abandonware" e può includere o meno il codice sorgente. In altri casi il software abandonware è stato messo nel pubblico dominio dallo stesso autore o possessore del copyright ed in questi casi, se il software include il codice sorgente, è software libero, non software proprietario.

### Rapporti con il software non proprietario
Alcuni pacchetti software liberi sono disponibili anche con termini di software proprietario, come per esempio MySQL e SSH. I possessori del copyright originale di un determinato software libero, anche se rilasciato con copyleft, possono utilizzare una doppia licenza per far sì che sia loro sia gli altri possano ridistribuirne versioni proprietarie. Il software libero senza copyleft, o software libero "con licenza permissiva", permette a chiunque di creare delle versioni proprietarie da ridistribuire.
Sia il software proprietario che il software libero si avvalgono delle regole poste a tutela del diritto d'autore anche se gli obiettivi sono radicalmente diversi. Infatti il software proprietario si avvale delle suddette regole al fine di sfruttare economicamente i programmi per elaboratore e per definirlo come proprietario; il software libero invece persegue finalità diverse, infatti il ricorso al diritto d'autore viene effettuato allo scopo di rendere effettivamente libero il programma, in alcuni casi anche al fine di evitare che terze parti possano deprivare gli utenti delle libertà concesse dall'autore originario del software. In entrambe le categorie definite, la distribuzione e la circolazione del software avviene per mezzo delle licenze d'uso.

### Esempi
Alcuni esempi di software proprietario sono: Microsoft Office, RealPlayer, Winzip, Adobe Photoshop, e alcuni diffusi sistemi operativi come Microsoft Windows e quelli Apple: iTunes, iOS, MacOS, WatchOS, tvOS.